# گووتووه
گووتووه (به لاتین: Gułtowy) یک روستا در لهستان است که در گمینا کوستژن واقع شده‌است. گووتووه ۱٬۴۹۰ نفر جمعیت دارد.